# Gare de Cidade Jardim
La gare de Cidade Jardim est une gare ferroviaire appartenant à la ligne 9-Esmeralda de ViaMobilidade, située dans le district de Pinheiros à la zone ouest de São Paulo. Elle se trouve à proximité du Jockey Club de São Paulo et de l'Esporte Clube Pinheiros. Il est situé entre deux quartiers nobles de la ville, Jardim Europa et Cidade Jardim.
La gare donne un accès direct au Parque do Povo, par une passerelle.

## Histoire
La gare a été construite par la CPTM, lors du projet "Dynamisation Ligne Sud" et inaugurée le 30 juin 2000, étant conçue par l'architecte Luiz Carlos Esteves en 1994.
Le 20 avril 2021, il a été accordé au consortium ViaMobilidade, composé des sociétés CCR et RUASinvest, avec la concession d'exploiter la ligne pendant trente ans. Le contrat de concession a été signé et le transfert de la ligne a été réalisé le 27 janvier 2022.

## À proximité
- Parque do Povo
- Avenue Brigadeiro Faria Lima
- Iguatemi São Paulo